# Florian Teichtmeister

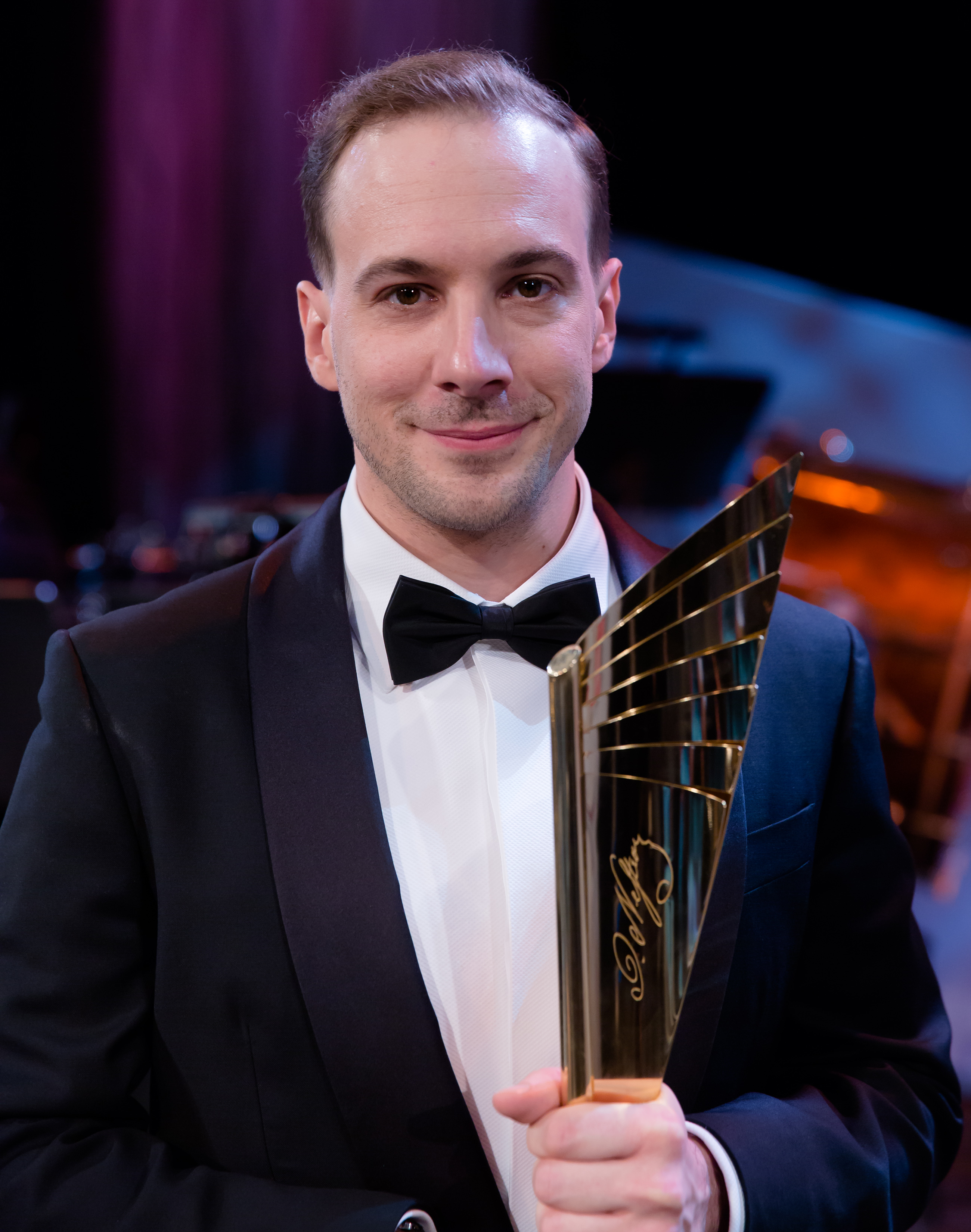
Florian Teichtmeister, 2015

Florian Teichtmeister (* 4. November 1979 in Wien) ist ein österreichischer Schauspieler. 2023 wurde er wegen des Besitzes und der Herstellung pornografischer Darstellungen Minderjähriger zu einer bedingten Freiheitsstrafe von zwei Jahren verurteilt.

## Leben

### Ausbildung und Theater
Florian Teichtmeister absolvierte nach seiner Matura das Max Reinhardt Seminar in Wien, wo er unter anderen mit Karlheinz Hackl, Klaus Maria Brandauer, Artak Grigorjan und Samy Molcho arbeitete. Bis zu seinem Abschluss 2004 hatte Teichtmeister bereits Bühnenauftritte, unter anderem als Ferdinand in Kabale und Liebe und als Achilles in Penthesilea am Wiener Volkstheater.
2002 erhielt er den Karl-Skraup-Preis als bester Nachwuchsschauspieler für die österreichische Erstaufführung von norway.today des Regisseurs Igor Bauersima, und 2005 bekam er für seine Darstellung des Mozart in Peter Shaffers Amadeus den Publikumspreis der Bad Hersfelder Festspiele verliehen.
Ab 2005 war Teichtmeister festes Ensemblemitglied des Theaters in der Josefstadt.
Von 2007 bis 2013 unterrichtete er als Assistent von Artak Grigorjan am Max Reinhardt Seminar; von 2012 bis 2019 hatte er dort einen Lehrauftrag für Rollengestaltung.
Im Sommer 2010 spielte er die Titelrolle des Hamlet nach William Shakespeare bei den Sommerspielen Perchtoldsdorf. 2010 drehte er unter der Regie von Andreas Prochaska den zweiteiligen Fernsehfilm Vermisst. 2013 verkörperte Teichtmeister im Rahmen der Salzburger Festspiele und am Wiener Burgtheater den Leim in Johann Nestroys Lumpazivagabundus (Regie: Matthias Hartmann).

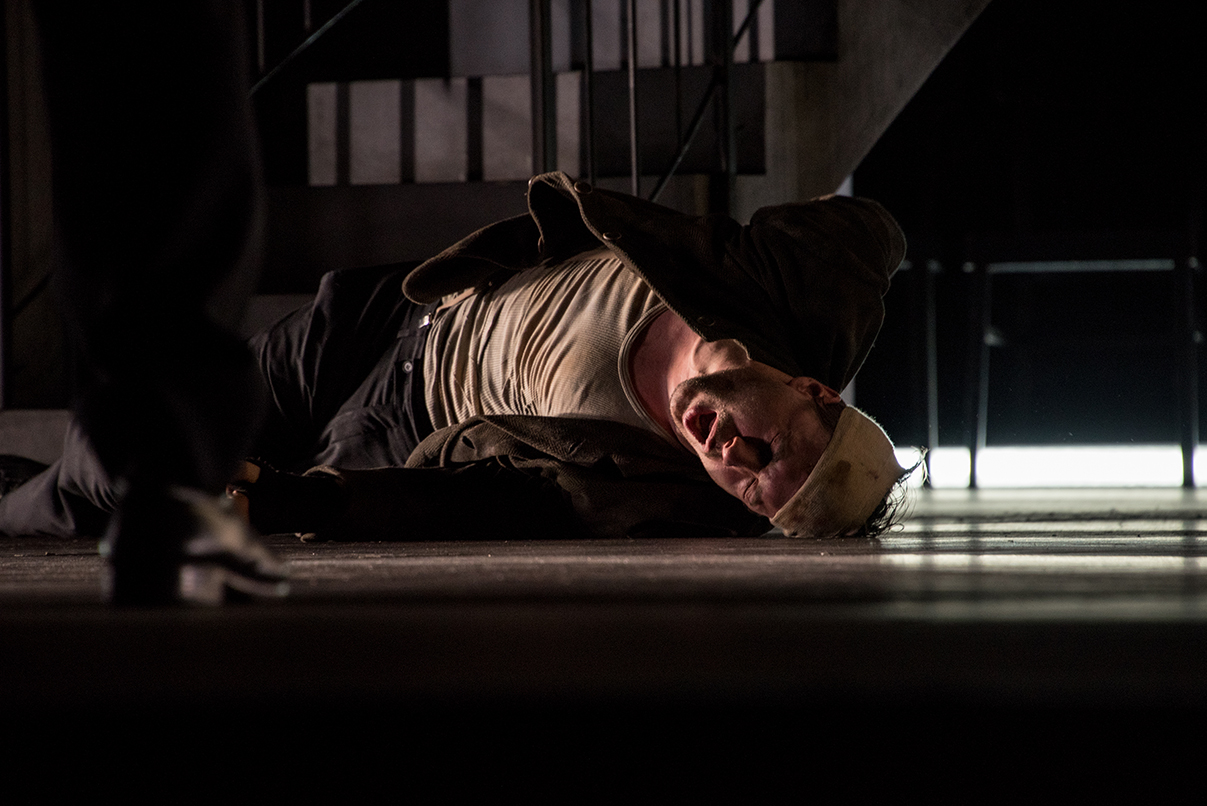
Der sterbende Fürchtegott Lehmann in Niemand, 2016

Am 1. September 2016 spielte er im Theater an der Josefstadt den „Krüppel“ Fürchtegott Lehmann in der Uraufführung von Horváths Niemand unter der Regie von Herbert Föttinger.
Von 2019 bis 2023 war er Ensemblemitglied am Wiener Burgtheater.

### Film und Fernsehen
Ab 2001 stand Teichtmeister regelmäßig in Film- und Fernsehproduktionen vor der Kamera. Sein Debüt gab er als Kasdas Bursche in Götz Spielmanns Spiel im Morgengrauen nach der Novelle von Arthur Schnitzler an der Seite von Fritz Karl. Danach spielte er unter anderem in der ARD-Krankenhausserie In aller Freundschaft, wirkte in zwei Tatort-Folgen und mehreren Film- und Fernsehproduktionen wie Mutig in die neuen Zeiten (2006; Regie: Harald Sicheritz) und Krankheit der Jugend (2006; Leitung: Michael Haneke) mit. 2004 wurde er für den Film- und Fernsehpreis „Romy“ nominiert.
Von 2013 bis 2016 spielte Teichtmeister die feste Serienrolle des Staatsanwalts Dr. Viktor Huber in der ZDF-Krimiserie Die Chefin. In der Literaturverfilmung Das Tagebuch der Anne Frank, die im März 2016 in die Kinos kam, verkörperte er den SS-Oberscharführer Karl Josef Silberbauer, der die im Hinterhaus untergetauchten Juden verhaftete. Von 2016 bis 2023 spielte er die Hauptrolle des auf einen Rollstuhl angewiesenen Grazer Majors Peter Palfinger in der österreichischen Krimireihe Die Toten von Salzburg. 2018 übernahm er unter der Regie von Nils Willbrandt in dem ZDF-Krimi Kommissarin Lucas – Das Urteil an der Seite von Ulrike Kriener in einer Episodenhauptrolle die Rolle des wegen Mordes verurteilten Psychologiedozenten und Familienvaters Bernd Stach, dem nach einem Suizidversuch die Flucht aus dem Gefängnis gelingt. Regisseurin Marie Kreutzer besetzte Teichtmeister 2022 als Kaiser Franz Joseph an der Seite von Vicky Krieps in der Rolle der Kaiserin Elisabeth in dem Historiendrama Corsage.

### Strafverfahren
Im Jänner 2023 wurde bekannt, dass Teichtmeister wegen Besitzes von Fotos und Videos, die sexuellen Missbrauch an Kindern zeigen, angeklagt wurde. Rund 76.000 Dateien waren verfahrensgegenständlich, davon rund 47.000 auf Darstellungen von Kindern und unmündigen Minderjährigen (Kinder von 7 bis 14 Jahren), der Rest auf mündige Minderjährige (Jugendliche zwischen 14 und 18 Jahren). Die Ermittler fanden keine Hinweise, dass Teichtmeister Daten weitergegeben habe, er soll jedoch selbst Fotos von Minderjährigen gemacht und zu Collagen mit pornografischen und sadistischen Sprechblasen arrangiert haben, etwa bei Dreharbeiten. Insgesamt habe er 34.696 Dateien verändert und etwa Diashows und Videosequenzen angefertigt und Texte ergänzt.
Die von ihm vorgenommenen Veränderungen von Bildern und die Erstellung von Collagen können rechtlich als Herstellung gewertet werden.
Die Süddeutsche Zeitung bezeichnete die im Prozess vorgelesenen diesbezüglichen Texte Teichtmeisters als „äußerst brutale Vergewaltigungs-Fantasien“, und auch die Staatsanwaltschaft ordnete seine Texte als „pädo-sadistisch“ ein.
Das Burgtheater entließ Teichtmeister am 13. Jänner 2023 mit sofortiger Wirkung. Auch der ORF stellte die Ausstrahlung von Filmen mit ihm ein.
Am 5. September 2023 fand der Prozess vor dem Landesgericht für Strafsachen Wien als Schöffengericht statt. Einer seiner Anwälte war Rudolf Mayer. Teichtmeister wurde schuldig gesprochen und zu zwei Jahren bedingter Freiheitsstrafe und einer bedingten Einweisung in einen Maßnahmenvollzug verurteilt. Er muss sich weiterhin in Therapie begeben und Kontrollen über Alkohol- und Drogenkonsum absolvieren. Er hatte sich vor Gericht reumütig gezeigt und schuldig bekannt, was der Richter neben seiner Unbescholtenheit als mildernden Umstand ansah. Teichtmeister sagte, er sei sexuell pädophil veranlagt und habe darüber hinaus ein Gefühl der Machtlosigkeit gehabt, das aus seiner Kindheit herrühre. Dieses habe er durch das Machtgefühl beim Konsum von kinderpornographischem Material kompensieren wollen. Hinzu sei ein massiver Drogenmissbrauch gekommen, was zur Eskalation seiner Gewaltfantasien geführt habe. Er habe es als Erleichterung empfunden, endlich erwischt zu werden.

### Zivilverfahren
Das Wiener Burgtheater verklagte Teichtmeister auf Schadenersatz in Höhe von knapp 100.000 Euro. Das Burgtheater machte dabei Kosten für abgesagte Vorstellungen, neu gedruckte Programmhefte und Rechtsanwaltskosten geltend. Teichtmeister lehnte einen Teil der Forderungen ab, da Vorstellungen hätten umbesetzt werden können, statt sie gänzlich abzusagen. Das Arbeits- und Sozialgericht Wien sprach dem Burgtheater rund 20.000 Euro zu, da zwei Drittel des Schadens vom Burgtheater verursacht worden seien. Teichtmeister wurden außerdem 6.000 Euro Verfahrenskosten zugesprochen. Einer Berufung des Burgtheaters gab das Oberlandesgericht Wien im Februar 2025 Folge und hob die Schadenersatzsumme auf 58.725 Euro an.

## Filmografie (Auswahl)
- 2001: Spiel im Morgengrauen (Fernsehfilm)
- 2003: Kommissar Rex – Ettrichs Taube
- 2004: Tatort: Tod unter der Orgel
- 2005: SOKO Kitzbühel – Au-pair
- 2005: In aller Freundschaft – Der richtige Mann
- 2005: Polly Adler – Eine Frau sieht rosa
- 2008: Trautmann – Die Hanno-Herz-Story
- 2008: Der erste Tag
- 2009: Schnell ermittelt – Rudolf Sommerbauer
- 2009: Der Fall des Lemming
- 2010: Tatort: Glaube, Liebe, Tod
- 2011: Vermisst – Alexandra Walch, 17
- 2011: Sommer der Gaukler
- 2012: Spuren des Bösen – Racheengel
- 2013: Die Auslöschung
- 2013–2016: Die Chefin
- 2014: Das Attentat – Sarajevo 1914
- 2014: Altes Geld
- 2014: Boͤsterreich
- 2016–2022: Die Toten von Salzburg
- 2016: Das Tagebuch der Anne Frank
- 2017: Life Guidance
- 2018: Zauberer
- 2018: Alt, aber Polt
- 2018: Kommissarin Lucas – Das Urteil
- 2018: Die Muse des Mörders
- 2019: Wiener Blut
- 2021: Vienna Blood – Vor der Dunkelheit
- 2022: Corsage
- 2022: Serviam – Ich will dienen

## Theater (Auswahl)
- 2005: Eduard in Das vierte Gebot von Ludwig Anzengruber, Theater in der Josefstadt, Regie: Herbert Föttinger
- 2005: Henrik in Nora oder ein Puppenhaus von Henrik Ibsen, Theater in der Josefstadt, Regie: Karlheinz Hackl
- 2006: Andri in Andorra von Max Frisch, Regie: Peter Lotschak
- 2006: Konstantin Gawrilowitsch Trepljow in Die Möwe von Anton Tschechow, Theater in der Josefstadt, Regie: Hans Ulrich Becker
- 2007: Eduard Rainer in Der Ruf des Lebens von Arthur Schnitzler, Theater in der Josefstadt, Regie: Franz Xaver Kroetz
- 2007: Florindo Aretusi in Der Diener zweier Herren nach Carlo Goldoni von Peter Turrini, Theater in der Josefstadt, Regie: Herbert Föttinger
- 2008: Hitler in Mein Kampf von George Tabori, Theater in der Josefstadt, Regie: Peter Wittenberg
- 2008: Peter in Besuch bei dem Vater von Roland Schimmelpfennig, Theater in der Josefstadt, Regie: Stephanie Mohr
- 2009: Der Marchese von Albafiorita in Die Wirtin von Peter Turrini, Theater in der Josefstadt, Regie: Janusz Kica
- 2009: Titus Feuerfuchs in Der Talisman von Johann Nepomuk Nestroy, Theater in der Josefstadt, Regie: Michael Gampe
- 2009: Osvald in Gespenster von Henrik Ibsen, Theater in der Josefstadt, Regie: Janusz Kica
- 2010: Junger Moser in Moser von Franzobel, Theater in der Josefstadt, Regie: Peter Wittenberg
- 2011: Wolfgang Amadeus Mozart in Amadeus von Peter Shaffer, Theater in der Josefstadt, Regie: Janusz Kica
- 2012: Alfred in Geschichten aus dem Wiener Wald von Ödön von Horváth, Theater in der Josefstadt, Regie: Herbert Föttinger
- 2012: Martin Wegner in Der Mentor von Daniel Kehlmann, Theater in der Josefstadt, Regie: Herbert Föttinger
- 2013: Leim in Der böse Geist Lumpazivagabundus von Johann Nepomuk Nestroy, Burgtheater in Koproduktion mit den Salzburger Festspielen, Regie: Matthias Hartmann
- 2013: Joseph (Osarsiph) in Joseph und seine Brüder – Die Berührte von Thomas Mann, Theater in der Josefstadt, Regie: Günter Krämer
- 2014: Dr. Otto Gross in Eine dunkle Begierde von Christopher Hampton, Theater in der Josefstadt, Regie: Christopher Hampton
- 2014: Fritz Lobheimer in Liebelei von Arthur Schnitzler, Theater in der Josefstadt, Regie: Alexandra Liedtke
- 2015: Dr. Franz Jura in Das Konzert von Hermann Bahr, Akademietheater, Regie: Felix Prader
- 2015: Dromio von Syracus und Dromio von Ephesus in Die Komödie der Irrungen von William Shakespeare, Salzburger Festspiele, Regie: Henry Mason
- 2016: Jean in Fräulein Julie von August Strindberg, Theater in der Josefstadt, Regie: Anna Bergmann
- 2016: Fürchtegott Lehmann in Niemand von Ödön von Horváth, UA, Theater in der Josefstadt, Regie: Herbert Föttinger
- 2017: Reverend John Hale in Hexenjagd von Arthur Miller, Burgtheater, Regie: Martin Kusej
- 2017: Professor Ebenwald in Professor Bernhardi von Arthur Schnitzler, Theater in der Josefstadt, Regie: Janusz Kica
- 2018: Arthur Kirsch/Benedikt Höllrigl in In der Löwengrube von Felix Mitterer, Theater in der Josefstadt, Regie: Stephanie Mohr
- 2018: Grübel in Der Kandidat von Joseph Sternheim, Burgtheater, Regie: Georg Schmiedleitner
- 2019: Papageno in Die Zauberflöte von Wolfgang Amadeus Mozart, Staatsoper Unter den Linden Berlin, Musikalische Leitung: Alondra de la Parra, Regie: Yuval Sharon
- 2019: Leutnant Carl Joseph Freiherr von Trotta und Sipolje in Radetzkymarsch von Joseph Roth in einer Dramatisierung von Elmar Goerden, Theater in der Josefstadt, Regie: Elmar Goerden
- 2019: Loki in Die Edda von Þorleifur Örn Arnarsson & Mikael Torfason, Burgtheater, Regie: Þorleifur Örn Arnarsson

## Auszeichnungen
- 2002: Karl-Skraup-Preis als bester Nachwuchsschauspieler für norway.today
- 2005: Publikumspreis der Bad Hersfelder Festspiele für Amadeus
- 2013: Nestroy-Theaterpreis/Publikumspreis
- 2014: Deutscher Schauspielerpreis 2014 in der Kategorie „Starker Auftritt“ für Spuren des Bösen: Racheengel
- 2015: Nestroy-Theaterpreis/Publikumspreis[17]